# Maria Janiec
Maria Janiec zam. Mądro ps. „Jaskółka” (ur. 7 kwietnia 1917 w Pustkowie, zm. 8 lipca 1943 w Bobrowie) – działaczka Związku Młodzieży Wiejskiej „Wici”, łączniczka i kolporterka prasy Batalionów Chłopskich.

## Życiorys
Urodziła się 7 kwietnia 1917 w Pustkowie pow. Dębica jako córka Jana Jańca. Po ukończeniu szkoły powszechnej pomagała ojcu w rodzinnym gospodarstwie, a w bardzo młodym wieku została członkinią Związku Młodzieży Wiejskiej „Wici”. Po wyjściu za mąż za Jana Mądro, zamieszkali we wsi Bobrowa, a tam prowadziła gospodarstwo rolne. Ich dom w okresie przedwojennym stanowił ośrodek, a w nim zbierała się młodzież wsi Bobrowa oraz okolicy. Maria ściśle współpracowała z mężem i pomagała mu w organizowaniu zebrań, kursów i zjazdów.
W 1940 Maria pod pseudonimem „Jaskółka” rozpoczęła działalność konspiracyjną w Batalionach Chłopskich. Zajmowała się prowadzeniem punktu łączności i kolportażu prasy, a także współpracowała z powiatowym kierownictwem Ludowego Związku Kobiet. Podobnie jak przed wojną ich dom był ośrodkiem informacji, dyspozycji, narad rejonowych, powiatowych oraz okręgowych. Uczestniczyła ze swoim mężem w powstawaniu struktur organizacyjnych BCh i LZK, a także podczas organizowania pomocy dla ludności, która była wysiedlona z ziem włączonych do Rzeszy, dla tych którym groziło aresztowanie lub wywózka na prace przymusowe do Niemiec. Pomocą byli także objęci więźniowie z pobliskiego obozu w Pustkowie, wśród których znajdowali się jeńcy sowieccy i Żydzi. We wsi byli ukrywani również Żydzi i partyzanci BCh i Gwardii Ludowej. Maria także w ramach działalności LZK współorganizowała placówki Zielonego Krzyża, także przy współpracy z Ludową Strażą Bezpieczeństwa organizowała szkolenie sanitariuszek zaopatrując je w apteczki. Angażowała się także w pracę oświatową kobiet. 
8 lipca 1943 wieś Bobrowa została spacyfikowana przez oddziały SS-manów, żandarmerii i policji niemieckiej, w której podejrzewano przechowywanie Żydów, jeńców sowieckich i partyzantów. Pacyfikacja została rozpoczęta od domu Mądrów, w którym poszukiwano ukrywającego się jej męża, która niczego nie ujawniła. Maria została postrzelona i jeszcze żyjącą rzucili w ogień płonącego domu. Przedtem na jej oczach rzucili w ogień jej matkę, ojczyma i siedmiomiesięcznego synka Adasia. Zginęło także 18 mieszkańców wsi zastrzelonych, kiedy próbowali uciec z wioski. Tylko Janowi Mądro udało się zbiec ze swojej kryjówki, zabrał ze sobą 6-letnią córeczkę Danusię.
Maria Janiec pośmiertnie została odznaczona Krzyżem Srebrnym Orderu Wojennego Virtuti Militari